# Rue Piwna
La rue Piwna est une rue du centre historique de Gdańsk. Au bout de la rue se trouve le Grand Manège (construit au début du XVIIe siècle et servant d'arsenal militaire de la ville), aujourd'hui adapté à des fins commerciales.

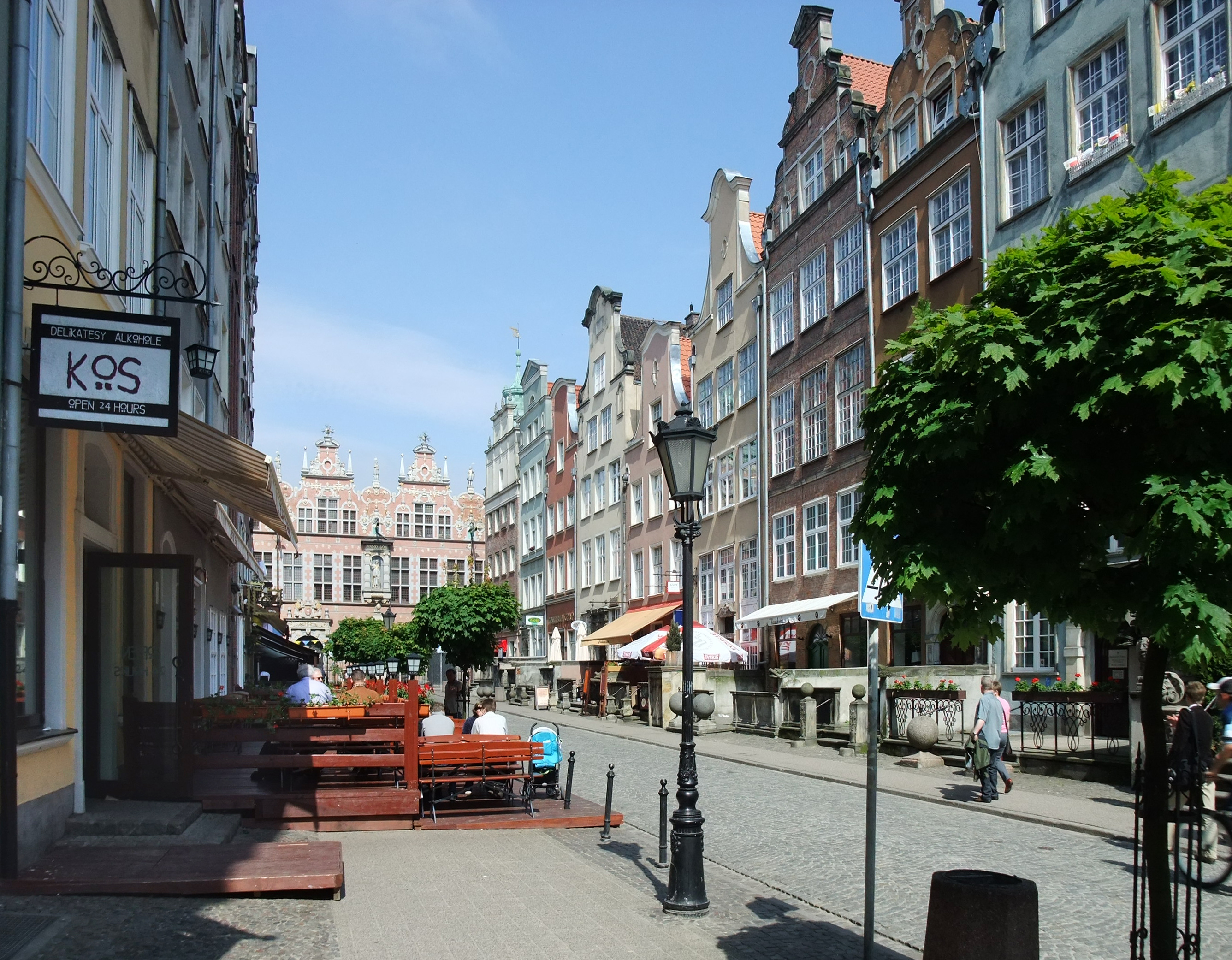
La rue Piwna après rénovation de la chaussée, en 2010

Avant 1945, la rue s'appelait Jopengasse en allemand, du nom de la bière dite forte brassée à Gdańsk à l'époque et connue en Europe sous le nom de bière Jopen.
Vers 1897, le consulat américain était située au numéro 2. Dans les années 1930 Albert Forster, Gauleiter nazi de Gdańsk, était en fonction dans les bâtiments numérotés 8-11. Le 19 septembre 1939, Forster y reçut Adolf Hitler. A cette époque, l'immeuble du numéro 11 avait sur sa façade un aigle stylisé sculpté dans le grès avec une croix gammée dans une couronne de feuilles de chêne, emblème du parti nazi.
Depuis 2008, pendant la saison touristique, la rue est fermée à la circulation et transformée en zone piétonne.